# Propaganda Games
Propaganda Games — упразднённая студия-разработчик видеоигр, расположенная в Ванкувере (Британская Колумбия, Канада). Была основана в 2005 году. Являлась дочерней компанией Disney Interactive Studios.

## История
Buena Vista Games сформировала студию из выходцев из EA Canada в апреле 2005 года. Компания приобрела лицензию на серию игр Turok в мае 2005 года, новая игра серии вышла в 2008 году. Сиквел, Turok 2, также находился в разработке, но был отменён из-за увольнений в студии.
После завершения работы над Tron: Evolution и отмены Pirates of the Caribbean Disney закрыла студию в январе 2011.

## Игры
| Дата выпуска | Название                                       | Жанр(ы)               | Платформа(ы)                            |
| ------------ | ---------------------------------------------- | --------------------- | --------------------------------------- |
| 2008         | Turok                                          | Шутер от первого лица | Windows, PlayStation 3, Xbox 360        |
| 2010         | Tron: Evolution                                | Action-adventure      | Windows, PlayStation 3, Xbox 360        |
| Отменена     | Pirates of the Caribbean: Armada of the Damned | Экшен, ролевая игра   | Windows, PlayStation 3, Xbox 360        |
| Отменена     | Turok 2                                        | Шутер от первого лица | Windows, PlayStation 3, Xbox 360, Wii U |